# Ixheim
Ixheim ist ein Stadtteil von Zweibrücken in Rheinland-Pfalz, der südlich der Innenstadt liegt. Südlich des Ortes, auf Ixheimer Gemarkung, liegt das Gestüt Birkhausen.

## Geographie
Ixheim ist im 19. und 20. Jahrhundert baulich mit der Kernstadt Zweibrücken zusammengewachsen. Die Gemarkung Ixheim hat eine Fläche von 5,9 km² und grenzt im Uhrzeigersinn an die Gemarkungen Zweibrücken, Rimschweiler, Althornbach, Mittelbach und Bubenhausen-Ernstweiler. Zu Ixheim gehören zusätzlich die Wohnplätze An der Bickenalb, Berghauserhof, Birkhausen, Langentalhof und Trifthof.

## Geschichte
Erste Siedlungsspuren stammen aus der Römerzeit, Funde werden im Stadtmuseum von Zweibrücken aufbewahrt. Der Ortsname auf „-heim“ gehört zu einem Ortsnamentypus, der zu Beginn des Frühmittelalters häufig gewählt wurde. Die schriftliche Überlieferung setzt im 11. Jahrhundert ein. Ixheim erscheint 1026 als Hukinesheim. Eine auf das Jahr 962 rückdatierte Besitzbestätigung der Reichsabtei St. Maximin ist unecht. Ixheim hatte stets die gleiche Landeszugehörigkeit wie Zweibrücken.
Die 1289 erstmals erwähnte Ixheimer Kirche war bis 1448 auch für die Einwohner von Zweibrücken zuständig. Im 16. Jahrhundert war Ixheim Sitz einer Schultheißerei für die umliegenden Ortschaften. Während der Regentschaft von Herzog Karl II. August zu Ende des 18. Jahrhunderts wurde die Ixheimer Getreidemühle zur Knochenmühle umgerüstet und hier das Futter für die Hundemeute auf Schloss Karlsberg hergestellt.
Das Gestüt Birkhausen liegt an der Stelle eines vor 1564 eingegangenen Dorfes Berghausen. 1756 wurde dort ein herzoglicher Tiergarten angelegt, aus dem sich ein Ableger des Zweibrücker Landgestüts entwickelte. 1960 ging die Anlage im Zuge der Umgestaltung des staatlichen Gestütswesens an den Deutschen Trakehner-Verband über. Mittlerweile ist sie privatisiert und ein beliebtes Ausflugsziel mit Biergarten.
Von 1798 bis 1814, als die Pfalz Teil der Französischen Republik (bis 1804) und anschließend Teil des Napoleonischen Kaiserreichs war, war Ixheim in den Kanton Zweibrücken eingegliedert und unterstand der Mairie Einöd. 1815 hatte der Ort insgesamt 448 Einwohner. Im selben Jahr wurde Ixheim Österreich zugeschlagen. Bereits ein Jahr später wechselte die Gemeinde wie die gesamte Pfalz in das Königreich Bayern. Von 1818 bis 1862 gehörte der Ort dem Landkommissariat Zweibrücken an; aus diesem ging das Bezirksamt Zweibrücken hervor. 1938 wurde Ixheim schließlich in die Stadt Zweibrücken eingemeindet.
Das ehemalige „Freigängerhaus Birkhausen“ der JVA Zweibrücken wurde zur „Gewahrsamseinrichtung Zweibrücken/Birkhausen“ mit 70 Haftplätzen für Abschiebehäftlinge umgestaltet. Die Gewahrsamseinrichtung für Ausreisepflichtige (GfA) in Zweibrücken-Birkhausen wurde zum 31. März 2005 geschlossen.

## Religion
In Ixheim befand sich die letzte amische Gemeinde Deutschlands. Im Jahr 1937 schloss sich diese der heute noch bestehenden Mennonitengemeinde Zweibrücken an. Vor Ort existierte zudem einst eine jüdische Gemeinde, die dem Rabbinatsbezirk Zweibrücken angehörte.

## Kultur
Vor Ort befinden sich insgesamt fünf Objekte, die unter Denkmalschutz stehen, darunter die Kirche St. Peter.

## Wirtschaft und Verkehr
1843 wurde am Hornbach das Draht- und Nagelwerk Roth, Heck & Schwinn gegründet, das heute noch besteht und zeitweise weltweite Lieferbeziehungen für Spezialdrähte unterhielt. Das Unternehmen ist seit 2002 Teil der WDI aus Hamm.
Ixheim verfügt über einen Autobahnanschluss an die A 8 und wird in Nord-Süd-Richtung von der ehemaligen B 424 durchquert, die in Ixheim Bitscher Straße heißt, einer Straßenverbindung vom Raum Zweibrücken in das benachbarte Lothringen. 
Von 1913 bis 1996 besaß Ixheim außerdem einen Bahnhof an der inzwischen stillgelegten Hornbachbahn. Der Bahnhof dessen Gleisanlagen noch vorhanden sind, befand sich am südlichen Ortsrand. Während der Zeit der Bayerischen Staatseisenbahnen war er als Stationstyp 2 geführt, was bedeutete, dass er „Personen-, Gepäck- und Eilgut-Verkehr“ aufwies. Ursprünglich hieß er lediglich Ixheim, ehe er zum 1. Oktober 1941 in Zweibrücken-Ixheim umbenannt wurde. Damit wurde der drei Jahre zuvor erfolgten Eingemeindung des Ortes nach Zweibrücken Rechnung getragen. Ab 1971 war er Endpunkt der Strecke. Noch bis 1996 wurde er im Güterverkehr bedient. Bis zu ihrer Einstellung im Jahr 1992 wurde der Bahnhof außerdem im Herbst im Zuge der Rübenkampagne zur Verladung von Zuckerrüben bedient.

## Freizeit und Tourismus
Ixheim ist Ausgangspunkt des Europäischen Mühlenradwegs, der auf der ehemaligen Bahntrasse nach Hornbach, weiter über Schweyen nach Volmunster und dann durch das Bickenalbtal zurück nach Ixheim führt. Zudem führt der Pirminius-Radweg durch den Ort.

## Persönlichkeiten

### Söhne und Töchter des Ortes
- Bernhard Magel (1795–1863), Stadtpfarrer in Neustadt/Weinstraße, baute die dortige Marienkirche, wo er auch begraben ist
- Ludwig August Wollenweber (1807–1888), deutsch-amerikanischer Buchdrucker, Zeitungsverleger und Korrespondent
- Daniel von Lapp (1836–1910), Bahnbauunternehmer und Industrieller
- Friedrich August Lapp (1848–1909), Bruder Daniels, Industrieller
- Hermann Anschütz-Kaempfe (1872–1931), Erfinder des Kreiselkompasses

### Personen, die vor Ort gewirkt haben
- Georg Adolf Schwinn (1815–1892), pfälzischer Unternehmer und Politiker, Mitbegründer des Ixheimer Unternehmens Roth, Heck & Schwinn
- Rainer Heilmann (1964–2015), Fußballspieler, spielte in seiner Jugend beim SV Ixheim
- Julian Derstroff (* 1992), Fußballspieler, spielte von 1997 bis 2002 beim SV Ixheim